# Carmen Serra Magraner
Carmen Serra Magraner   (Palma, 1957) és una editora i empresària balear, presidenta del Grup Serra des del 2012.
Amb estudis de logopèdia, al tornar a les Illes Balears va decidir treballar a l'empresa familiar. Des del 1983 està vinculada al Grup Serra, on s'ha encarregat de la publicitat, les vendes i la promoció i distribució. Des del 2012 és presidenta del grup editorial, que el 2024 comptava amb sis diaris, com Ultima Hora; deu revistes i suplements, i una productora audiovisual, Nova Producciones.
Forma part de la junta directiva de l'Associació de Mitjans d'Informació i n'és vicepresidenta des del 2022. També ha ocupat càrrecs de l'Associació de l'Empresa Familiar de les Balears, la Fundació d'Art Serra i el Patronat de Es Baluard.
L'any 2025 va ser reconeguda per l'edició espanyola de Forbes com una de les 50 dones més influents de les Balears.